# Paul Schempp

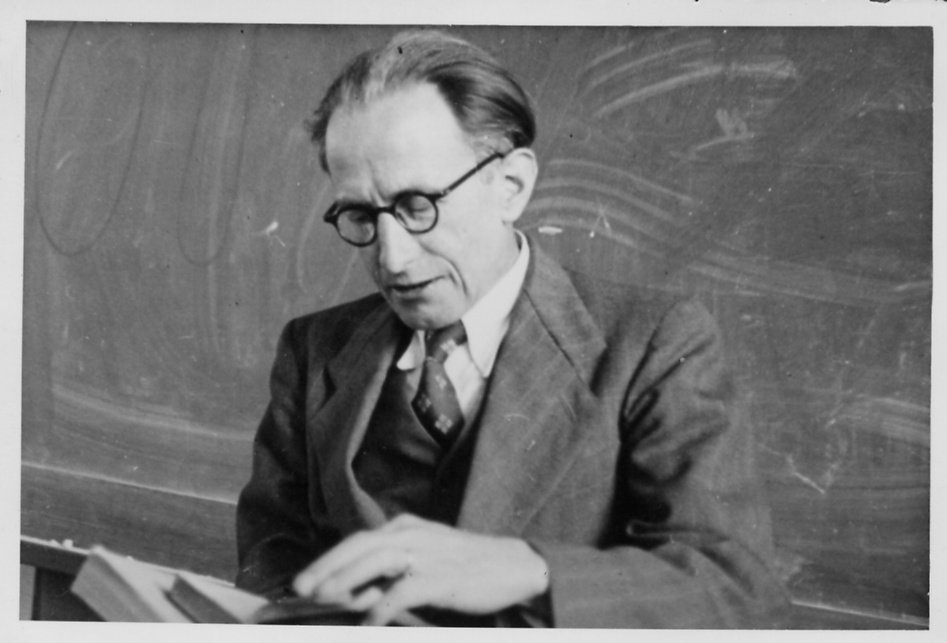
Ca. 1956 beim Unterricht am Eberhard-Ludwigs-Gymnasium, Stuttgart

Paul Schempp (* 4. Januar 1900 in Stuttgart; † 4. Juni 1959 in Bonn) war ein evangelisch-lutherischer Pastor, Religionslehrer und Theologieprofessor. Er trat in der Zeit des Nationalsozialismus in der Württemberger Landeskirche als entschiedener Vertreter der Bekennenden Kirche (BK) hervor und setzte sich nach 1945 als einer der Ersten energisch für eine Erneuerung der Beziehungen des deutschen Protestantismus zum Judentum ein.

## Leben
Schempp wuchs in einer Handwerkerfamilie auf. Sein Elternhaus war durch den württembergischen Pietismus geprägt. Er studierte Theologie in Tübingen, Marburg und Göttingen. Als Vikar wurde er Repetent am traditionellen Tübinger Stift. Er gründete 1930 zusammen mit seinem Kollegen und Freund Hermann Diem die Kirchlich-Theologische Sozietät, die sich der Theologie Karl Barths verpflichtet wusste.
Neben seiner ersten Pfarrstelle in Waiblingen arbeitete er als Religionslehrer im Schuldienst, wurde aber 1933 aus politischen Gründen entlassen. 1934 übernahm er die Pfarrstelle in Iptingen. Er trat als theologischer Referent bei verschiedenen christlichen Gruppen auf, u. a. bei der evangelischen kirchenmusikalisch-liturgischen Fortbildungsstätte Kirchliche Arbeit Alpirsbach.
Schempp gehörte im Kirchenkampf zu den radikalen Bekennern der ersten Stunde, der die Barmer Theologische Erklärung als Impuls zu einer umfassenden Demokratisierung der Kirche auffasste und vertrat. In fast allen Fragen kritisierte er den „Zickzackkurs“ seines Landesbischofs Theophil Wurm gegenüber dem NS-Regime scharf. Dieser hatte 1933 Ludwig Müller, nicht Friedrich von Bodelschwingh, zum Reichsbischof gewählt und arbeitete eng mit den Deutschen Christen zusammen. Erst im April 1934 schloss sich Wurm der BK an und nahm im Mai 1934 an deren Gründungssynode in Barmen teil. Er wurde von den DC daraufhin zwangsabgesetzt und deswegen von der BK bei der 2. Bekenntnissynode als rechtmäßiger Landesbischof bestätigt. Auf der 3. Bekenntnissynode in Bad Oeynhausen jedoch befürwortete er die Gründung eines „Lutherrats“, in dem sich die konservativen Landeskirchen gegen den Reichsbruderrat der BK positionierten. Damit war die BK gespalten.
Schempp mahnte seinen Bischof im Sinne der Barmer Thesen I – „Jesus Christus, wie er uns in der Heiligen Schrift bezeugt wird, ist das eine Wort Gottes …“ –, III und IV ständig, er sei nur einfacher Diener unter der alleinigen Königsherrschaft Jesu Christi und kein taktierender Kirchenpolitiker. Er müsse sich daher den gewählten Organen der BK als der einzigen rechtmäßigen evangelischen Kirche unterstellen. Am 21. November 1934 schrieb er an Wurm:

„Dienst der Kirchenleitung ist primär nicht Ordnungsdienst, sondern Wachdienst über die Alleingültigkeit des Wortes Gottes in Glaube und Liebe bei allem kirchlichen Handeln.“

Der in der Gemeinde von Brüdern und Schwestern durch sein Wort gegenwärtig handelnde Christus habe Verkündigung und Leitung der ganzen Gemeinde, nicht einzelnen Kirchenführern, anvertraut. Daher könne ein rechter Amtsträger in der christlichen Kirche kein autoritärer Hierarch oder „Führer“ sein.
Der Konflikt mit der Kirchenleitung eskalierte 1938 in der Frage eines „Führereids“, den der Lutherrat befürwortete und die Landesbischöfe der intakten Landeskirchen dann von ihren Pastoren verlangten. Gleichzeitig distanzierten sie sich von Karl Barth, Autor der Barmer Erklärung, als dieser im August 1938 daraus in seinem berühmten Brief an Josef Hromádka den Aufruf an alle Tschechen zum bewaffneten Widerstand gegen das NS-Regime folgerte. Auch von der 2. Vorläufigen Kirchenleitung der BK distanzierten sie sich, als diese im September 1938 ein Bußbekenntnis als Kanzelabkündigung zum drohenden Weltkrieg verlesen lassen wollte.
Nach heftigen und teils sehr persönlichen Angriffen auf Wurm wurde Schempp 1939 seines Pfarramtes zwangsweise enthoben und dann zur Wehrmacht eingezogen. Proteste der BK-Gruppen und BK-Leitung und Vermittlungsversuche von beiden Seiten führten dazu, dass er 1943 von sich aus auf sein Pastorenamt verzichtete.
Beispiel: er nannte die Kirchenleitung „Gottlosenzentrale am Roten-Bühl-Platz“.
Nach Kriegsende und Kriegsgefangenschaft wurde er wieder Pfarrer in der evangelisch-reformierten Gemeinde in Stuttgart und arbeitete wieder als Religionslehrer am Eberhard-Ludwigs-Gymnasium Stuttgart. Als erster Vertreter der ehemaligen Bruderräte der BK verfasste er schon am 29. Mai 1945 im Alleingang einen Text „Der Weg der Kirche“, der das zurückliegende Unrecht, Versagen und tödliche Schweigen der Kirche gegenüber den Juden als schwere Schuld benannte und daraus tiefgreifende Konsequenzen für ihre Theologie und künftige Gestaltung anmahnte:

„Wie schlau hat man den Antisemitismus mindestens zur Hälfte biblisch gerechtfertigt und die bleibende Erwählung Israels und die jüdische Herkunft des Christus verschwiegen!“

Auch die BK habe gewusst, dass die christliche Freiheit, „den Juden ein Jude zu sein, verboten war, … dass das deutsche Volk den jüdischen Erwählungsglauben frevelhaft an sich gerissen hatte, … dass das Heil allein, ganz allein von dem Juden Jesus Christus kommt“. Dennoch habe sie kläglich versagt:

„Man tat so, als ob die Geschichte Israels von der List Jakobs bis zur Macht des Kaiphas kein Spiegelbild der christlichen Kirche aller Zeiten sei.“

Für den künftigen Neuaufbau der Kirche bezog sich Schempp häufig auf Beispiele aus dem Alten Testament.
Nach dem Stuttgarter Schuldbekenntnis vom Oktober 1945, das Bischof Wurm mit unterschrieben hatte, forderte Schempp erneut als erster eine Konkretisierung der Schuld evangelischer Christen gegenüber den Juden. Er verfasste dazu einen Text, den die Kirchlich-theologische Sozietät Württembergs am 9. April 1946 der Öffentlichkeit vorstellte. Der erste Teil stellte in Wir-Form die Eigenschuld der Prediger heraus und benannte konkrete Versäumnisse:

„Wir sind mutlos und tatenlos zurückgewichen, als die Glieder des Volkes Israel unter uns entehrt, beraubt, gepeinigt und getötet worden sind. Wir ließen den Ausschluss der Mitchristen, die nach dem Fleisch aus Israel stammten, von den Ämtern der Kirche, ja sogar die kirchliche Verweigerung der Taufe von Juden geschehen. Wir widersprachen nicht dem Verbot der Judenmission … Wir haben indirekt dem Rassendünkel Vorschub geleistet durch die Ausstellung zahlloser Nachweise der arischen Abstammung und taten so dem Dienst am Wort der frohen Botschaft für alle Welt Abbruch …“

1958 berief die Universität Bonn Schempp als Professor für praktische und systematische Theologie. Nach kaum zwei Semestern universitärer Lehrtätigkeit verstarb er.

## Werke
- Theologie der Geschichte. 1927
- Randglossen zum Barthianismus. 1928
- Luthers Stellung zur Heiligen Schrift (1929)
- Sünde und Heiligung (1932)
- Gottes Wort zur Trauung. Traupredigten (1938; 2. Auflage 1951)
- Der Weg der Kirche (29. Mai 1945)
- Die Geschichte und Predigt vom Sündenfall (1946)
- Der Volkserzieher. 1947
- Das Evangelium als politische Weisheit. 1948
- Der Anruf Gottes. Eine Erklärung der ersten Bitte des Vaterunsers. 1949
- Erhebet eure Häupter. Rundfunkreden 1946–1950. Aus dem Nachlass hg. von Ernst Bizer
- Der Einzelne und die Gemeinschaft in Christus. 1950
- Gottes Wort am Sarge. 25 Grabreden. 1951; 1960 neu hg. von Ernst Bizer und um 5 Grabreden von 1939 bis 1947 ergänzt
- Gesetz und Evangelium. 1952
- Das Gesetz der Freiheit. 1956
- Theologie und Poesie. 1956
- Die Profanität des Kultus. 1958
- Gesammelte Aufsätze. Hrsg. Ernst Bizer. 1960[4]
- Briefe. (Hrsg. Ernst Bizer 1965)
- Theologische Entwürfe. Hrsg. Richard Widmann. 1973[5]

## Einzelbelege
1. ↑  Martin Widmann: Dreißig Porträts zum württembergischen „Kirchenkampf“ (Memento vom 27. Mai 2006 im Internet Archive)
2. ↑  Siegfried Hermle: Evangelische Kirche und Judentum – Stationen nach 1945. 1990, S. 265
3. ↑  Wolfgang Gerlach: Als die Zeugen schwiegen. Bekennende Kirche und die Juden. 19932; S. 380 f.
4. ↑  enthält eine umfassende Bibliografie
5. ↑  Darin: Der Anruf Gottes – Die Stellung der Kirche zu den politischen Parteien – Frei und verantwortlich – Wir fangen an – Ein Ruf an die Jugend – Macht und Freiheit

| Personendaten    | Personendaten                                                           |
| ---------------- | ----------------------------------------------------------------------- |
| NAME             | Schempp, Paul                                                           |
| KURZBESCHREIBUNG | evangelisch-lutherischer Pastor, Religionslehrer und Theologieprofessor |
| GEBURTSDATUM     | 4. Januar 1900                                                          |
| GEBURTSORT       | Stuttgart                                                               |
| STERBEDATUM      | 4. Juni 1959                                                            |
| STERBEORT        | Bonn                                                                    |